# Cleistanthus dallachyanus
Cleistanthus dallachyanus är en emblikaväxtart som först beskrevs av Henri Ernest Baillon, och fick sitt nu gällande namn av George Bentham. Cleistanthus dallachyanus ingår i släktet Cleistanthus och familjen emblikaväxter. Inga underarter finns listade i Catalogue of Life.